# Bačija
Bačija (izvirno srbsko Бачија) je naselje v Srbiji, ki upravno spada pod Občino Sjenica; slednja pa je del Zlatiborskega upravnega okraja.

## Demografija
V naselju, katerega izvirno (srbsko-cirilično) ime je Бачија, živi 25 polnoletnih prebivalcev, pri čemer je njihova povprečna starost 45,8 let (47,1 pri moških in 44,1 pri ženskah). Naselje ima 9 gospodinjstev, pri čemer je povprečno število članov na gospodinjstvo 3,33.
Prebivalstvo je večinoma nehomogeno, a v času zadnjih treh popisov je opazno zmanjšanje števila prebivalcev.
|  |

| Demografija | Demografija     | Demografija     |
| Leto        | Št. prebivalcev | Št. prebivalcev |
| ----------- | --------------- | --------------- |
|             |                 |                 |
|             |                 |                 |
|             |                 |                 |
|             |                 |                 |
| 1948        | 252             |                 |
| 1953        | 284             |                 |
| 1961        | 241             |                 |
| 1971        | 158             |                 |
| 1981        | 69              |                 |
| 1991        | 57              | 57              |
| 2002        | 32              | 30              |
|             |                 |                 |

| Etnična sestava po popisu iz leta 2002 | Etnična sestava po popisu iz leta 2002 | Etnična sestava po popisu iz leta 2002 | Etnična sestava po popisu iz leta 2002 | Etnična sestava po popisu iz leta 2002 |
| -------------------------------------- | -------------------------------------- | -------------------------------------- | -------------------------------------- | -------------------------------------- |
| Srbi                                   | Srbi                                   |                                        | 18                                     | 60,0%                                  |
| Bošnjaki                               | Bošnjaki                               |                                        | 12                                     | 40,0%                                  |
| Neznano                                | Neznano                                |                                        | 0                                      | 0,0%                                   |